# تصوير الأوعية الدموية الديناميكي
تصوير الأوعية الدموية الديناميكي (DATG) هو أحد وسائل تشخيص سرطان الثدي. على الرغم من أن هذه التقنية تندرج تحت نوع التصوير الحراري للحمل القديم، لكنها تستند إلى مبدأ مختلف تمامًا. يسجل تصوير الأوعية الدموية الديناميكي تغيرات درجة الحرارة المرتبطة بالتغيرات الوعائية في الثدي بسبب تولد الأوعية. إن وجود الأورام والآفات وتحولها ونموها في أنسجة الثدي يغير شبكة الأوعية الدموية في الثدي. وبالتالي، فإن قياس بنية الأوعية الدموية مع مرور الوقت باستخدام تصوير الأوعية الدموية الديناميكي يراقب وبشكل فعال التغيير في أنسجة الثدي بسبب الأورام والآفات. يستخدم حاليًا مع تقنيات أخرى لتشخيص سرطان الثدي. تعد طريقة التشخيص هذه منخفضة التكلفة مقارنة بالتقنيات الأخرى.
لا يعد تصوير الأوعية الدموية الديناميكي اختبارًا يحل محل الاختبارات الأخرى، ولكنه يرتبط بها كأسلوب يعطي معلومات إضافية لتوضيح الصورة السريرية وتحسين جودة التشخيص.

## تاريخيًا
ركزت دراسات البروفيسور ج. تريكوار في فرنسا في أوائل السبعينيات على تطبيق التصوير الحراري بالتماس لفحص سرطان الثدي باستخدام ألواح تحتوي على بلورات سائلة. كان المبدأ، الذي استندت إليه المنهجية التي طورها تريكوار، هو عبارة عن تسجيل ورسم خريطة للحرارة الناتجة عن الأورام الناشئة المحتملة. كانت لهذه الدراسات بداية مثيرة للاهتمام للغاية، حيث أن الفحص كان غير جراحي على الإطلاق (لا يلزم إشعاع أو عوامل تباين). يجرى الاختبار عن طريق وضع شاشة الكشف الحراري في اتصال مع الثدي، وإتاحة الوقت لتكوين الصورة، وتحليل الصورة الناتجة. في حين جرى الكشف عن بعض الأورام والآفات، تضمنت التقنية أيضًا ميلًا لإيجابيات كاذبة جوهرية (كتشخيص سرطان غير موجود).
خلال الوقت الذي كان يُجرى فيه الفحص بالتصوير الحراري بالتماس، أجريت دراسات أكثر تفصيلًا حول التغيير في الثدي بسبب وجود الأورام والآفات. سلط الضوء على العلاقة بين أورام الثدي والأوعية الدموية ودراستها بالتفصيل من قبل يهوذا فولكمان في بحثه حول تكوين الأوعية الذي بدأ في عام 1965. بسبب هذه الدراسات، والوصف الأكثر اكتمالًا لهذه العملية، والنماذج المنبثقة عن هذا العمل، نال فولكمان جائزة وولف في الطب عام 1992.
يستخدم التصوير الحراري الوعائي الديناميكي التصوير الحراري ولكن مع وجود اختلافات مهمة مع التصوير الحراري القديم، والتي تؤثر على أداء الكشف. أولًا، حسنت المجسات كثيرًا مقارنة بلوحات البلورات السائلة السابقة؛ وهي تتضمن دقة مكانية أفضل وأداء تباينًا وتتشكل الصورة بسرعة أكبر. يكمن الاختلاف الأكثر أهمية في تحديد التغيرات الحرارية الناتجة عن التغيرات في شبكة الأوعية الدموية لدعم نمو الورم / الآفة. بدلًا من مجرد تسجيل التغير في الحرارة المتولدة عن الورم، أصبحت الصورة الآن قادرة على تحديد التغيرات الناتجة عن توسع الأوعية الدموية في الغدة الثديية. من أجل أن ينشأ الورم ويتطور وينمو، من الضروري توفير إمداد دم محسن (نظرية تكوين الأوعية). تحتوي الخريطة الأكثر تفصيلًا لشبكة الأوعية الدموية على معلومات تشير إلى المكان الذي تغير فيه الثدي لاستيعاب الورم. والأهم من ذلك، أن القدرة على تصور الأورام في حالة سرطانية تمكن من الإزالة السريعة والاستراتيجية، والتي تزيل بالطبع سبب الورم.
الفكرة العامة التي ظهرت من العديد من الدراسات السريرية، هي أن كل امرأة لديها صورة نمط الدم الخاصة بها، والتي تشبه بصمة الإصبع، وفي النساء الأصحاء، يمكن أن تظل دون تغيير بمرور الوقت. التغييرات في بصمة الإصبع هذه هي دليل على وجود ورم مشتبه به أو نشاط ما قبل الورم.